# Сую (станция метро)
«Сую» (кор. 수유역) — подземная станция Сеульского метро на Четвёртой линии. Она представлена двумя боковыми платформами. Имеет 4 выхода. Станция обслуживается транспортной корпорацией Сеул Метро. Расположена в квартале Суюдон (140 Bonji, Suyu-dong) района Канбук города Сеул (Республика Корея). На станции установлены платформенные раздвижные двери.
Пассажиропоток — 89 974 (на январь-декабрь 2012 года).
Станция была открыта 20 апреля 1985 года.
Открытие станции было совмещено с открытием первой очереди Четвёртой линии — участка Санъге—Университет Хансун длиной 11,8 км и еще 9 станцийː «Санъге» (410), «Новон», «Чандон», «Танъгмун», «Миа», «Миасагори», «Кирым», «Женский университет Сонсин» и «Университет Хансон» (419).